# Berserker (album)
Pour les articles homonymes, voir Berserker.
Albums de Gary Numan
Warriors
(1983) The Plan
(1984)
Berserker est le 8e album solo de l'artiste Gary Numan, sorti 1984. Ce fut le premier album de Gary Numan sorti sur son propre label d'enregistrement, Numa Records.

## Liste des titres
Toutes les chansons furent composées par Gary Numan.
| No | Titre                  | Durée |
| -- | ---------------------- | ----- |
| 1. | Berserker              | 5:50  |
| 2. | This is New Love       | 6:15  |
| 3. | The Secret             | 5:54  |
| 4. | My Dying Machine       | 5:33  |
| 5. | Cold Warning           | 4:03  |
| 6. | Pump it Up             | 4:45  |
| 7. | The God Film           | 4:41  |
| 8. | A Child with The Ghost | 4:04  |
| 9. | The Hunter             | 4:31  |

### Pistes supplémentaires dans la version US sorti en 1998
| No | Titre                       | Durée |
| -- | --------------------------- | ----- |
| 1. | Berserker (ralongée)        | 6:47  |
| 2. | Empty Bed, Empty Heart      | 3:12  |
| 3. | My Dying Machine (ralongée) | 9:23  |
| 4. | Here am I                   | 5:46  |

- "Berserker" (ralongée) est un mix de la version originale de 1984 (alors sur cassette) enregistré en single de 12 minutes.

### Pistes supplémentaires dans la version UK sorti en 1999
| No | Titre                  | Durée |
| -- | ---------------------- | ----- |
| 1. | Empty Bed, Empty Heart | 3:10  |
| 2. | Here Am I              | 5:44  |
| 3. | She Cries              | 5:58  |
| 4. | Rumour                 | 2:45  |
| 5. | This Ship Comes Apart  | 3:58  |

## Personnel
- Gary Numan - Chant, claviers, synthés
- Chris Payne - Violon Alto, claviers
- John Webb - Claviers
- Russell Bell - Guitare
- Martin Elliot - Basse
- Andy Coughlan - Basse sur Cold Warning
- Pat Kyle - saxophone
- Cedric Sharpley - Batterie
- Tessa Niles - Chœurs
- Tracy Ackerman - Chœurs
- Zaine Griff - Chœurs sur The Secret
- Mike Smith - Programmation
- Ian Herron - Programmation